# Conseil national pour le développement et la solidarité internationale
Le Conseil national pour le développement et la solidarité internationale (CNDSI), créé en 2014,  est une instance de dialogue et de concertation régulière entre l’ensemble des acteurs du développement et de la solidarité internationale sur les orientations de la politique de développement.

## Historique
La création du conseil résulte d'une recommandation faite lors des Assises du Développement et de la Solidarité Internationale tenues en mars 2013. Cette proposition est reprise par le Président de la République en conclusion des travaux. Le Conseil est créé par un décret du 11 décembre 2013. Cette création est saluée positivement, par les acteurs du développement.
Le Conseil s’est réuni pour la première fois le jeudi 25 mai 2014 sous la présidence d’Annick Girardin, Secrétaire d’Etat chargée du Développement et de la Francophonie, lors de cette première rencontre a été examiné le projet de loi d’orientation et de programmation sur le développement et les moyens de la politique de développement. Cette loi  est votée et publiée le 7 juillet 2014.

## Compositon
Le conseil comprend 67 personnalités réparties en 10 collèges :
- collège de 6 parlementaires  (deux députés, deux sénateurs, un député européen) et  membre du Conseil économique, social et environnemental,
- collège de 8 représentants élus des collectivités territoriales,
- collège de 16 représentants des acteurs associatifs principalement actifs dans le champ de la solidarité internationale ou des organismes qui les fédèrent,
- collège de 4 représentants d'organisations syndicales des salariés, et organisations de jeunesse
- collège de 6 représentants d'acteurs économiques engagés dans la coopération internationale et le développement durable,
- collège de 5 représentants des acteurs de l'économie sociale et inclusive,
- collège de 4 représentants des fondations,
- collège de 6 représentants d'organismes universitaires, scientifiques, de recherche et de formation,
- collège de 4 représentants de plateformes multi-acteurs intervenant dans le champ de la solidarité internationale,
- collège de 7 personnalités étrangères disposant d'une expertise dans le champ de la coopération internationale et du développement,

Le mandat des premiers membres nommés étant arrivé à échéance le conseil a été renouvelé par deux arrêtés signés en juin et décembre 2017.
Le ministre chargé du développement assure la présidence du CNDSI.

## Missions, organisation, travaux
Le conseil est l’instance de dialogue politique du Ministère de l’Europe et des affaires étrangères avec ses partenaires, concernant la politique de développement et de solidarité internationale.
Le Conseil  est doté d'un bureau composé de dix membres, chacun désigné par l'un des collèges, et de deux représentants du secrétariat du comité interministériel de la coopération internationale et du développement désignés par le ministre chargé du développement.
Les travaux du Conseil font l'objet d'une publication  : comptes rendus des réunions, rapport sur migration et développement (mai 2016) ;  synthèse des points saillants du cycle de réunions du groupe de travail « financement du développement » (juin 2015).